# Glicină
Glicina (abreviată ca Gly), este unul din cei 20 de aminoacizi proteinogeni. Codonii săi sunt GGU, GGC, GGA și GGG. Glicina este cel mai mic aminoacid și, de asemenea, singurul aminoacid ne-chiral. Acesta este un aminoacid ne-esențial. Glicocolatul, baza conjugată a glicinei, este un neurotransmițător important care joacă un rol important în inhibiție la nivelul SNC. Glicina a fost descoperită în 1820 prin fierberea gelatinei în acid sulfuric. 

## Rol
- Rol proteinogen;
- Intră în structura glutationului;
- Precursor al porfirinelor, a creatinei, al acidului uric;
- Conjugă acizii biliari, formând glicocolați;
- Participă la formarea hemului;
- Rol inhibitor la nivelul măduvei spinării;
- Sinteza 5,10-metilentetrahidrofolatului, care intervine apoi în diverse reacții enzimatice (sinteza timidinei).

## Legături externe
- Glycine MS Spectrum
- Glycine at PDRHealth.com
- Glycine cleavage system
- Glycine Therapy - A New Direction for Schizophrenia Treatment?
- „Organic Molecule, Amino Acid-Like, Found In Constellation Sagittarius”. ScienceDaily. 27 martie 2008.
- Guochuan E. Tsai (1 decembrie 2008). „A New Class of Antipsychotic Drugs: Enhancing Neurotransmission Mediated by NMDA Receptors”. Psychiatric Times. 25 (14). Arhivat din original la 3 octombrie 2012. Accesat în 10 februarie 2018.
- ChemSub Online (Glycine).
- NASA scientists have discovered glycine, a fundamental building block of life, in samples of comet Wild 2 returned by NASA's Stardust spacecraft. Arhivat în 14 ianuarie 2012, la Wayback Machine.